# Straßlach
Straßlach ist ein Ortsteil der Gemeinde Straßlach-Dingharting im oberbayerischen Landkreis München.

## Geographie
Das Kirchdorf liegt als typisches Straßendorf an der alten Tölzer Straße zwischen München und Bad Tölz östlich des Isartals, etwa 4 Kilometer südlich von Grünwald und 15 Kilometer südlich von München.

## Geschichte
Der Name leitet sich von der Römerstraße (Straz) her, die von Oberhaching kommt und auf der Frundsberghöhe die Isar überquert, und dem Wald (Loh), durch den sie verlief.
Im Jahr 819 wird der Ort erstmals erwähnt. Er gehörte bis zur Säkularisation größtenteils zum Kloster Schäftlarn.
1884 wurden sechs Bauernhöfe und die katholische Pfarrkirche durch einen Brand vernichtet.
Bis zur Gebietsreform gehörte die ehemals selbständige Gemeinde Straßlach zu dem 1972 aufgelösten Landkreis Wolfratshausen. Am 1. Mai 1978 wurden Dingharting und Straßlach zur neuen Gemeinde Straßlach zusammengeschlossen. Im Jahr 1989 wurde der Gemeindename in Straßlach-Dingharting geändert.
1986 wurden in Straßlach Karl Heinz Beckurts, Manager bei der Siemens AG, und sein Chauffeur Eckhard Groppler auf der Grünwalder Straße von der RAF durch eine Sprengfalle ermordet (Ort des Anschlags: 48° 0′ 43,8″ N, 11° 30′ 55,5″ O).
2021 wurde Fußballspieler Gerd Müller in der Urnenhalle des Friedhofs Straßlach beigesetzt.

## Baudenkmäler
- Katholische Filialkirche St. Peter und Paul, erbaut 1892
- An den Ortsausgängen steht jeweils eine Pestsäule, die an die Opfer des Schwarzen Todes im 14. Jahrhundert erinnert.